# 喜瀬ひろしの楽楽日ようび
『喜瀬ひろしの楽楽日ようび』（きせ ひろしの らくらく にちようび）は2017年4月9日から2018年3月18日までSTVラジオで放送されていた生ワイド番組である。

## 概要
2016年4月から1年間放送された『喜瀬と通夫の日曜楽楽生ワイド』が、『STVファイターズLIVE』の北海道日本ハムファイターズ戦ペナントレース全試合完全生中継の実施に伴う番組編成の再編により、『河村通夫の桃栗サンデー』とこの番組に分割することによって発足した。
番組は喜瀬ひろしがリスナーから寄せられたリクエスト音楽やお便りの紹介、レジャー情報、通販コーナー「喜瀬の日曜ショッピング」（提供・STV開発センター）を盛り込んで展開する。ファイターズ戦デーゲーム開催日はフロート番組（ワンコーナー）としてファイターズ戦試合開始10分前～試合終了まで『STVファイターズLIVE』を挿入し、さらにそのフロート番組として中央競馬実況中継を挿入する。
ファイターズ戦が16時または17時開始の薄暮試合の場合には、15時55分または16時50分までの短縮版となり、『STVファイターズLIVE』はその後に独立番組として放送する。この場合、本来『STVファイターズLIVE』の時間に放送される『三菱電機プレゼンツ 鈴木亮平 Going Up』（ニッポン放送制作）を編成上は中断扱いでフロート番組として14:00-14:30に挿入する。
当日中継予定のデーゲーム、及び薄暮試合が中止となった場合や、オールスターゲームなどで予備日が行使されなかった場合は、5時間半にわたり喜瀬による進行となるが、中継開始予定時間から3時間程度は『STVファイターズLIVE』のスタジオバージョン扱いとして、同番組のスポンサーが協賛する。2017年はファイターズ戦の開催が初めから予定されないケースは無かった。
喜瀬ひろしが他の仕事の都合上で出演できない場合、代役で吉川のりおが担当することもある。
プロ野球のオフシーズンに入った2017年10月からは、定時放送を前提とする形で、放送時間を4時間に整理したり、アシスタントとして渋谷もなみが加わるなどのリニューアルを図った。
2018年3月放送終了、後番組は前年より放送されていた土曜日の『STVファイターズLIVE』をフロートコーナーとして挿入するGO!GO!サタデーの日曜版であるGO!GO!サンデー

## 放送時間
- 毎週日曜日 12:00-17:30(放送開始～2017年9月)
- 毎週日曜日 13:00-17:00(2017年10月～2018年3月)